# Lupinus dotatus
Lupinus dotatus är en ärtväxtart som beskrevs av Charles Piper Smith. Lupinus dotatus ingår i släktet lupiner, och familjen ärtväxter. Inga underarter finns listade i Catalogue of Life.